# Jordan Leborgne
Jordan Leborgne (Pointe-à-Pitre, 29 settembre 1995) è un calciatore francese della Guadalupa, centrocampista del Quevilly-Rouen.

## Caratteristiche tecniche
È un centrocampista completo, utilizzabile sia da centrale che da laterale; è stato paragonato a Thomas Lemar, con cui condivide le origini antillane e di cui è un grande amico.

## Carriera

### Club
Ha esordito con la prima squadra del Caen il 12 settembre 2015, nella partita vinta per 1-3 contro il Troyes.

### Nazionale
Nel 2022 ha esordito con la nazionale di Guadalupa, con la quale in seguito ha anche partecipato alla CONCACAF Gold Cup 2023.

## Statistiche

### Presenze e reti nei club
Statistiche aggiornate al 10 giugno 2018.
| Stagione        | Squadra         | Campionato      | Campionato | Campionato | Coppe nazionali | Coppe nazionali | Coppe nazionali | Coppe continentali | Coppe continentali | Coppe continentali | Altre coppe | Altre coppe | Altre coppe | Totale | Totale |
| Stagione        | Squadra         | Comp            | Pres       | Reti       | Comp            | Pres            | Reti            | Comp               | Pres               | Reti               | Comp        | Pres        | Reti        | Pres   | Reti   |
| --------------- | --------------- | --------------- | ---------- | ---------- | --------------- | --------------- | --------------- | ------------------ | ------------------ | ------------------ | ----------- | ----------- | ----------- | ------ | ------ |
| 2015-2016       | Caen            | L1              | 14         | 0          | CF+CdL          | 0+0             | 0               | -                  | -                  | -                  | -           | -           | -           | 14     | 0      |
| 2016-2017       | Caen            | L1              | 6          | 0          | CF+CdL          | 1+1             | 0               | -                  | -                  | -                  | -           | -           | -           | 8      | 0      |
| 2017-2018       | Caen            | L1              | 21         | 0          | CF+CdL          | 1+1             | 0               | -                  | -                  | -                  | -           | -           | -           | 23     | 0      |
| Totale Caen     | Totale Caen     | Totale Caen     | 41         | 0          |                 | 4               | 0               |                    | -                  | -                  |             | -           | -           | 45     | 0      |
| Totale carriera | Totale carriera | Totale carriera | 41         | 0          |                 | 4               | 0               |                    | -                  | -                  |             | -           | -           | 45     | 0      |